# Batyr
Cet article concerne un éléphant. Pour le titre honorifique turco-mongol, voir Bagatur.
Batyr (24 mai 1970 – 26 août 1993) était un éléphant d'Asie capable d'utiliser un lexique étendu de mots humains. Il vivait dans un zoo au Kazakhstan sous l'Union soviétique et avait un vocabulaire de plus de 20 phrases. Un enregistrement de Batyr disant « Batyr est gentil », et des mots comme « boire » et « donner » est passé à la radio nationale et sur le Premier Programme de la Télévision Centrale de l'URSS, Vremia, en 1980.
Comme dans tous les cas d'animaux parlants, ce phénomène est sujet à l'effet expérimentateur.

## Biographie
Né le 24 mai 1970 au Zoo d'Almaty, Batyr a vécu toute sa vie au Zoo de Karaganda au Kazakhstan. Il est mort en 1993 sans avoir jamais rencontré d'autre éléphant. Batyr était issu de l'éléphant indien (une sous-espèce de l'éléphant d'Asie). La mère de Batyr, « Palm », et son père, « Dubas » ont été offerts au Zoo d'Almaty par le Premier Ministre indien Jawaharlal Nehru.

## Capacités
Batyr, qui signifie en langue turque Cavalier, Homme de courage ou Héros, a été observé parler juste avant le jour de l'an en 1977, alors qu'il avait huit ans.  Les employés du zoo ont été les premiers à remarquer son « élocution », mais il a bientôt fait la joie des visiteurs en demandant à ses assistants de l'eau, et en se vantant fréquemment ou en se grondant (plus rarement). Vers 1979, sa notoriété en tant que l'« éléphant parlant » s'était répandue dans différents médias, qui déclaraient toutes sortes d'histoires sur ses capacités, dont beaucoup contenaient des éléments inventés et des conjectures osées. L'affaire Batyr fut également diffusée dans certains livres sur les animaux, et dans les retranscriptions de quelques conférences scientifiques. Ces développements ont attiré les visiteurs au zoo, et une offre d'échange fut faite par le Cirque tchécoslovaque, qui proposait d'offrir un bonobo.

## Mort
Batyr est mort en 1993 parce que les gardiens du zoo lui avaient accidentellement donné une trop forte dose de sédatifs,. Sa mort a été annoncée par les journaux du monde entier.

## Lexique
On prétend que Batyr avait un vocabulaire d'environ 20 mots en russe et en kazakh. Il imitait les cris d'autres animaux, et prononçait de courtes phrases contenant des mots du langage humain. La liste du vocabulaire de Batyr a été dressée à partir des enregistrements audio-visuels, des recherches scientifiques et des données des témoins. Les sons discutables ou ayant des témoins isolés n'ont pas été pris en compte. Les autres mots rapportés par les médias ont été considérés comme des interprétations ou de la fiction.
Liste complète des mots et phrases dites par Batyr en mettant sa trompe dans sa bouche :
- "Баты́р" — Batyr (sèchement) ;
- "Я" — Je, souvent utilisé combiné avec son nom, ce qui donne en russe "Je suis Batyr" ;
- "Ба́ты́р" — Batyr — prononcé plus doucement ;
- "Батыр, Батыр, Батыр…" — Batyr, Batyr, Batyr — prononcé joyeusement en courant dans sa cage ;
- "Батырушка" — le nom Batyrushka est une version affectueuse du nom Batyr[8] ;
- "Воды́" — De l'eau ;
- "Хоро́ший" — Bon ;
- "Батыр хоро́ший" — Batyr est bon ;
- "Ой-ё-ёй" — Oh-yo ;
- "Дурак" — idiot — rare, et plutôt sèchement ;
- "Плохой" — mauvais — (rare) ;
- "Батыр плохой" — Batyr est mauvais — (rare) ;
- "Иди́" — Va ;
- "Иди (на) хуй" — Va sur le pénis (phrase aussi obscène en russe qu'en français) ; cette phrase n'apparait qu'une unique fois sur un tournage pour la télévision ;
- "Хуй" — pénis (forme grossière en russe) — rare, et dit sèchement ;
- "Ба́-ба" — grand-mère (forme abrégée infantile) ;
- "Да́" — oui ;
- "Дай" — donne (moi) ;
- "Дай-дай-дай" — donne, donne, donne ;
- "Раз-два-три" — un-deux-trois — dit en dansant, tournant et sautant.

Autre sons : 
- Sifflement semblable à celui d'un humain ;
- Ses phrases présenteraient prétendument des fréquences ultrasoniques et infrasoniques ;
- Un son semblable à du caoutchouc frotté sur du verre ;
- Couinement de rat ou de souris ;
- Aboiement du chien ;
- Bruits communs aux éléphants.